# Прессиньяк
Прессинья́к (фр. Pressignac) — коммуна во Франции, находится в регионе Пуату — Шаранта. Департамент — Шаранта. Входит в состав кантона Шабане. Округ коммуны — Конфолан.
Код INSEE коммуны — 16270.
Коммуна расположена приблизительно в 360 км к югу от Парижа, в 90 км южнее Пуатье, в 50 км к северо-востоку от Ангулема.

## Население
Население коммуны на 2008 год составляло 428 человек.
| 1962 | 1968 | 1975 | 1982 | 1990 | 1999 | 2008 |
| ---- | ---- | ---- | ---- | ---- | ---- | ---- |
| 781  | 665  | 577  | 519  | 477  | 449  | 428  |

## Администрация
| Период | Период | Фамилия            | Партия | Примечания                                          |
| ------ | ------ | ------------------ | ------ | --------------------------------------------------- |
| 1947   | 1959   | Франсуа Бланшон    |        |                                                     |
| 1959   | 1977   | Марсель Кишо       |        |                                                     |
| 1977   | 1999   | Андре Сори         | ФКП    | член генерального совета кантона Шабане (1976—2001) |
| 1999   | 2002   | Жан-Сильвен Бутино | ФКП    |                                                     |
| 2003   | 2014   | Морис Фор          |        | пенсионер                                           |

## Экономика
В 2007 году среди 233 человек в трудоспособном возрасте (15—64 лет) 138 были экономически активными, 95 — неактивными (показатель активности — 59,2 %, в 1999 году было 59,7 %). Из 138 активных работали 125 человек (70 мужчин и 55 женщин), безработных было 13 (6 мужчин и 7 женщин). Среди 95 неактивных 10 человек были учениками или студентами, 56 — пенсионерами, 29 были неактивными по другим причинам.

## Достопримечательности
- Церковь Сен-Мартен (XII—XIII века)
  - Запрестольный образ «Дева Мария» (XVII век). Исторический памятник с 1982 года[3]
  - Запрестольный образ «Св. Мартин» (XVII век). Исторический памятник с 1982 года[4]
  - Картина «Пожертвование Святого Розария» (XVII век). Исторический памятник с 1982 года[5]
- Руины замка Шоффи (XV—XVII века)
- Замок Бонетев (1878 год)

## Фотогалерея

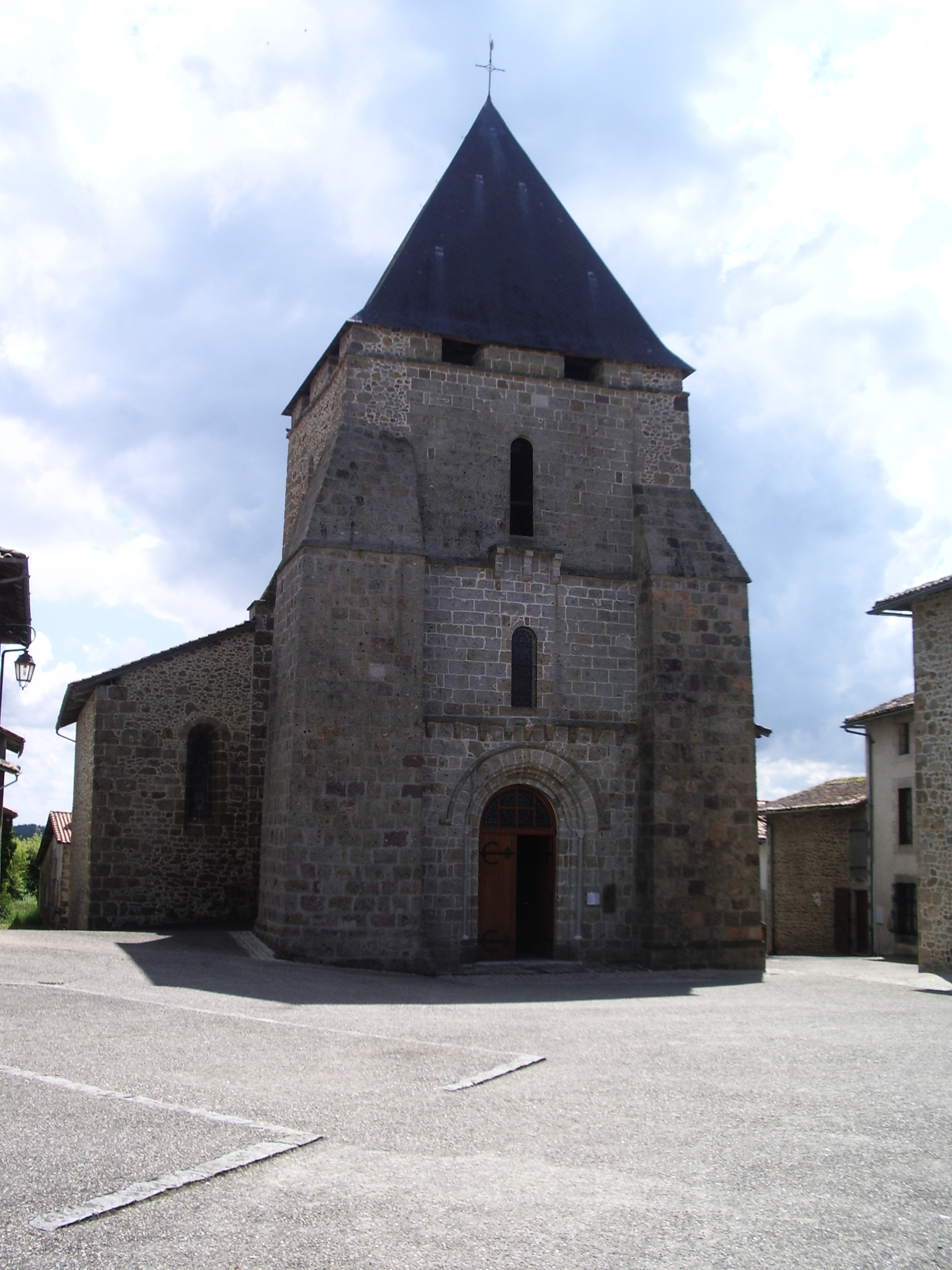
Церковь Сен-Мартен
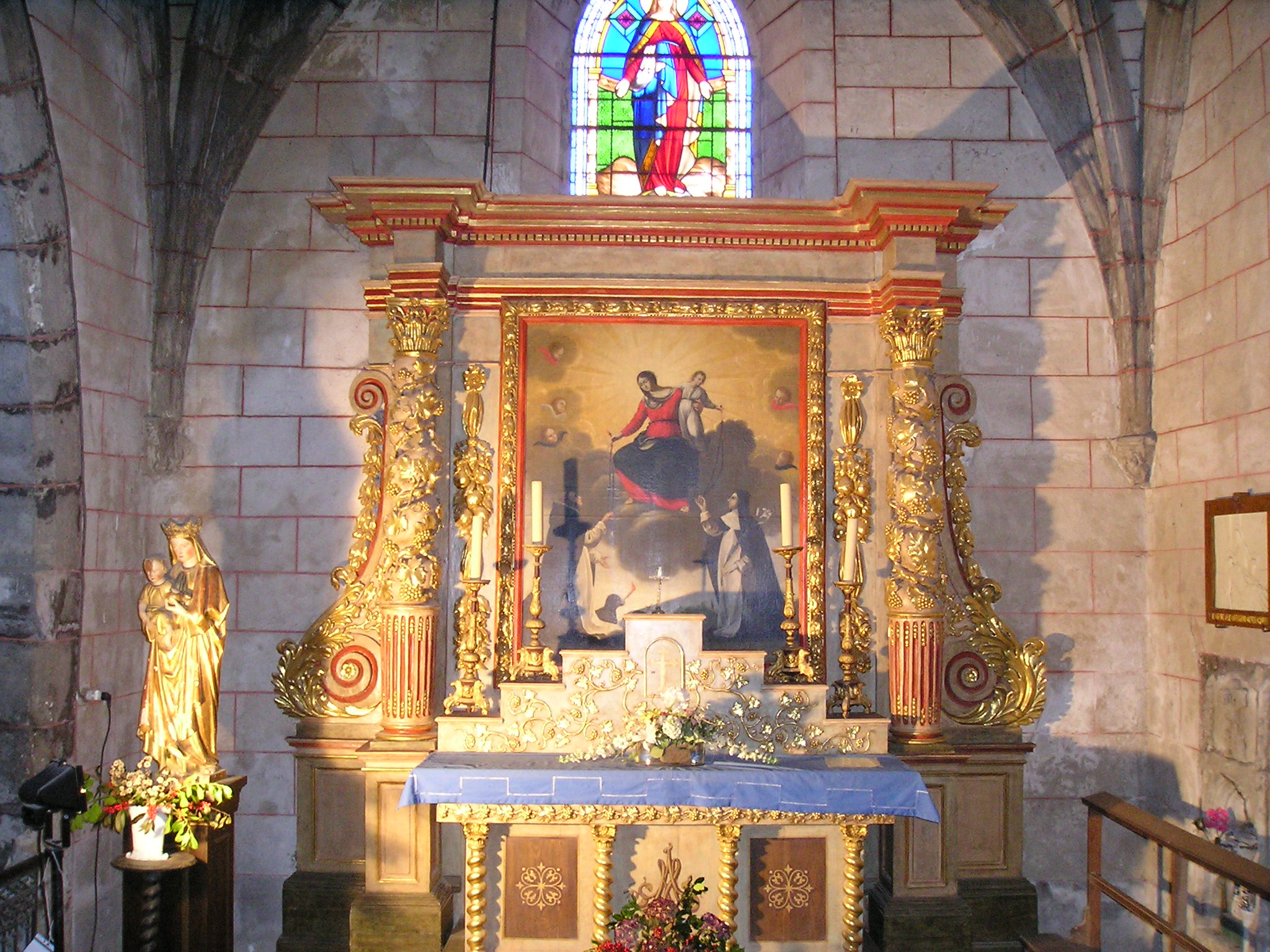
Запрестольный образ «Дева Мария»
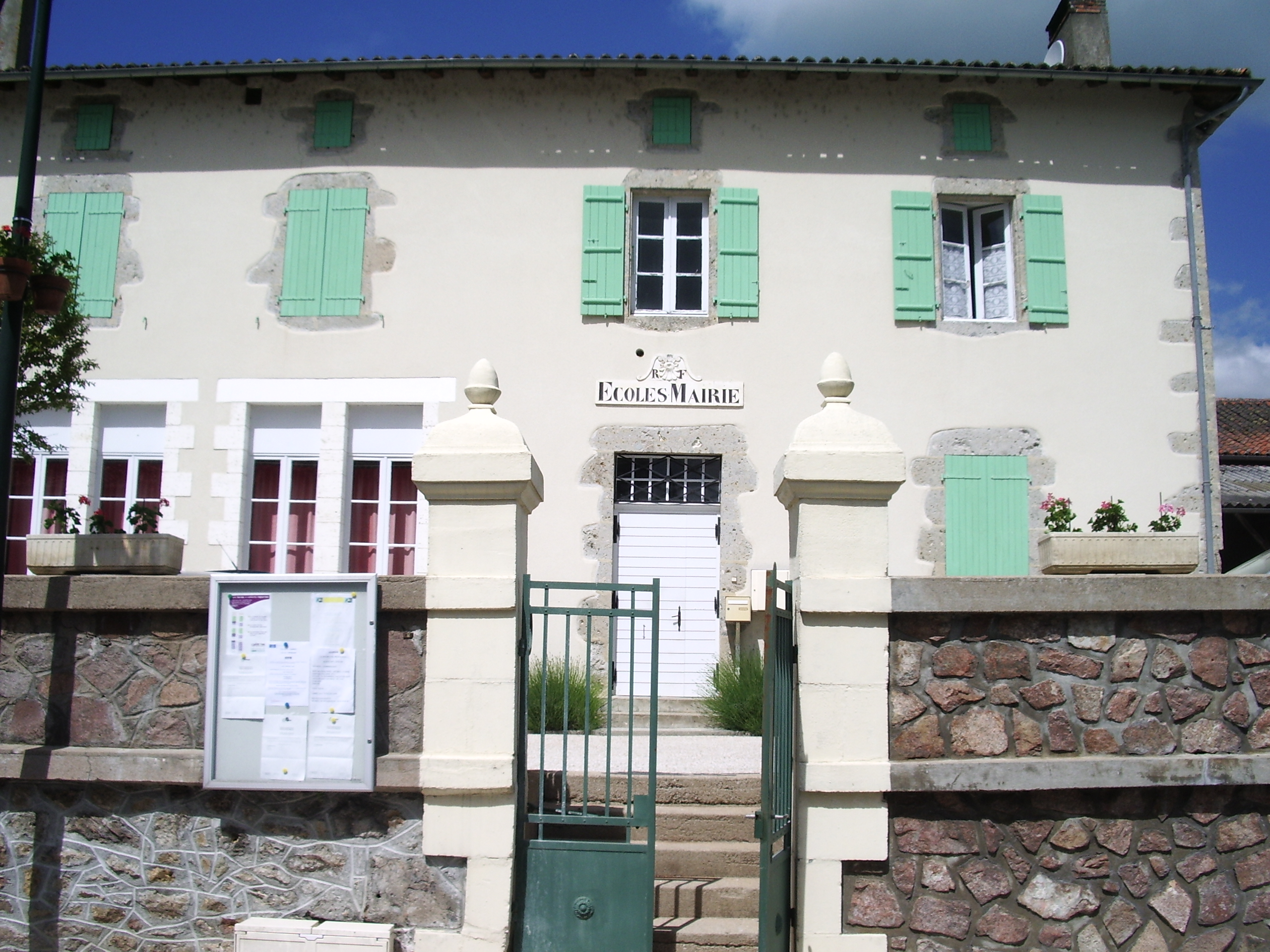
Мэрия
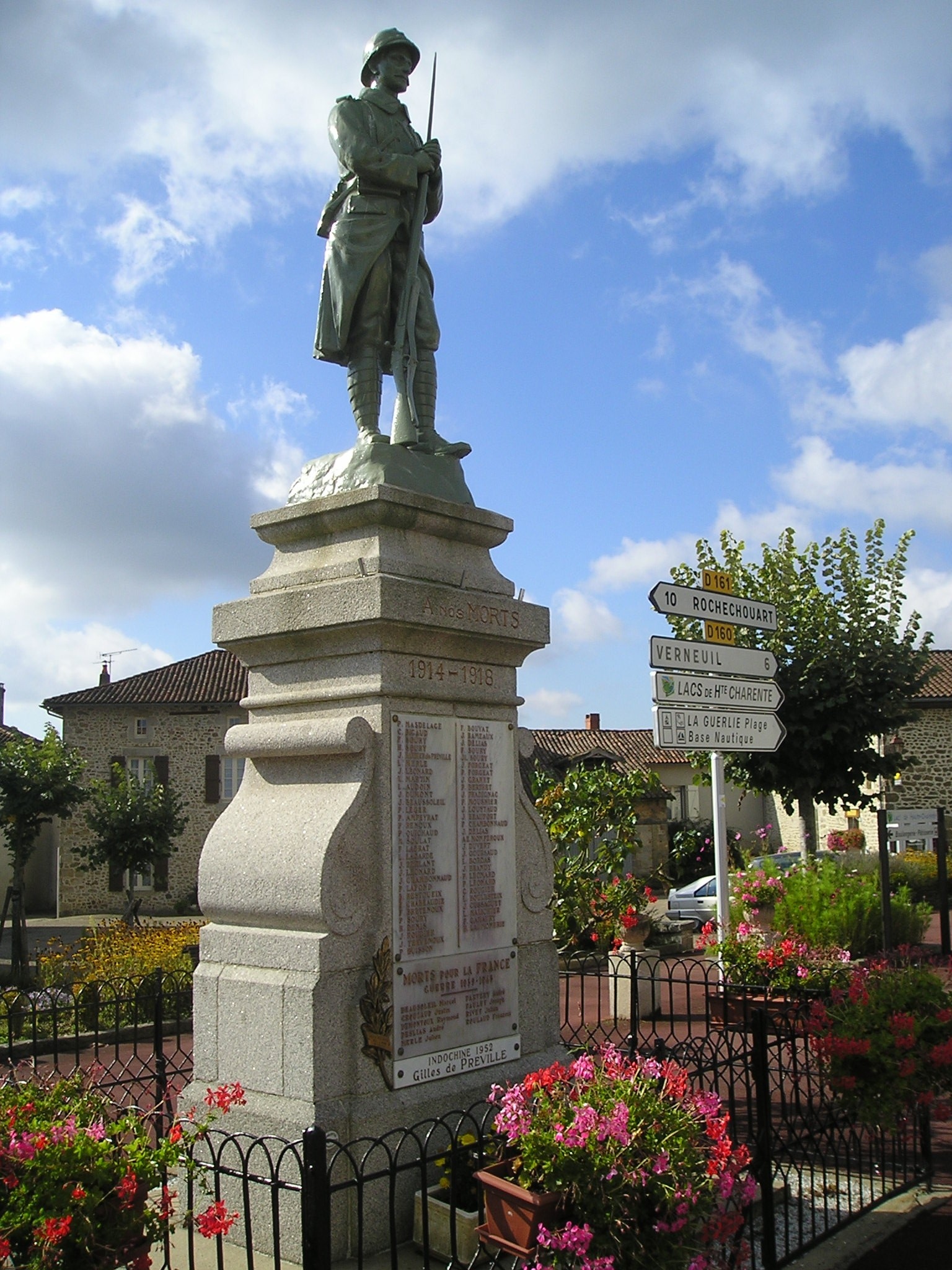
Военный мемориал